# Agent 117: Uppdrag i Rio
Agent 117: Uppdrag i Rio (OSS 117: Rio Ne Répond Plus) är en fransk komedifilm från 2009 i regi av Michel Hazanavicius. Filmen, som är en parodi på spionfilmer, handlar om den franska agenten OSS 117 och utspelar sig till största delen i Brasilien under året 1967. Filmen är en uppföljare till Agent 117: Uppdrag i Kairo.

## Handling
OSS 117 får i uppdrag att leverera en summa pengar till professor von Zimmel, en nazist som flytt till Sydamerika efter andra världskriget. För pengarna ska OSS 117 få en mikrofilm med namn på fransmän som under kriget var nazist-sympatisörer. I Rio de Janeiro möter han Dolorès Koulechov, en agent för israeliska säkerhetstjänsten Mossad. De inleder ett samarbete, där Koulechov ifrågasätter den franska agentens trångsynta och konservativa värderingar under jakten på von Zimmel.

## Om filmen
Filmen parodierar författaren Jean Bruces karaktär OSS 117, de filmer André Hunebelle sedan skapade efter Bruce böcker, men även de tidiga James Bond-filmerna från 1960-70-talen och Hitchcock-filmerna Vertigo och North by Northwest.

## Rollista (i urval)
- Jean Dujardin -Hubert Bonisseur de La Bath, agent OSS 117
- Louise Monot -Dolorès Koulechov
- Alex Lutz -Heinrich Von Zimmel
- Rüdiger Vogler -professor von Zimmel